# BBC

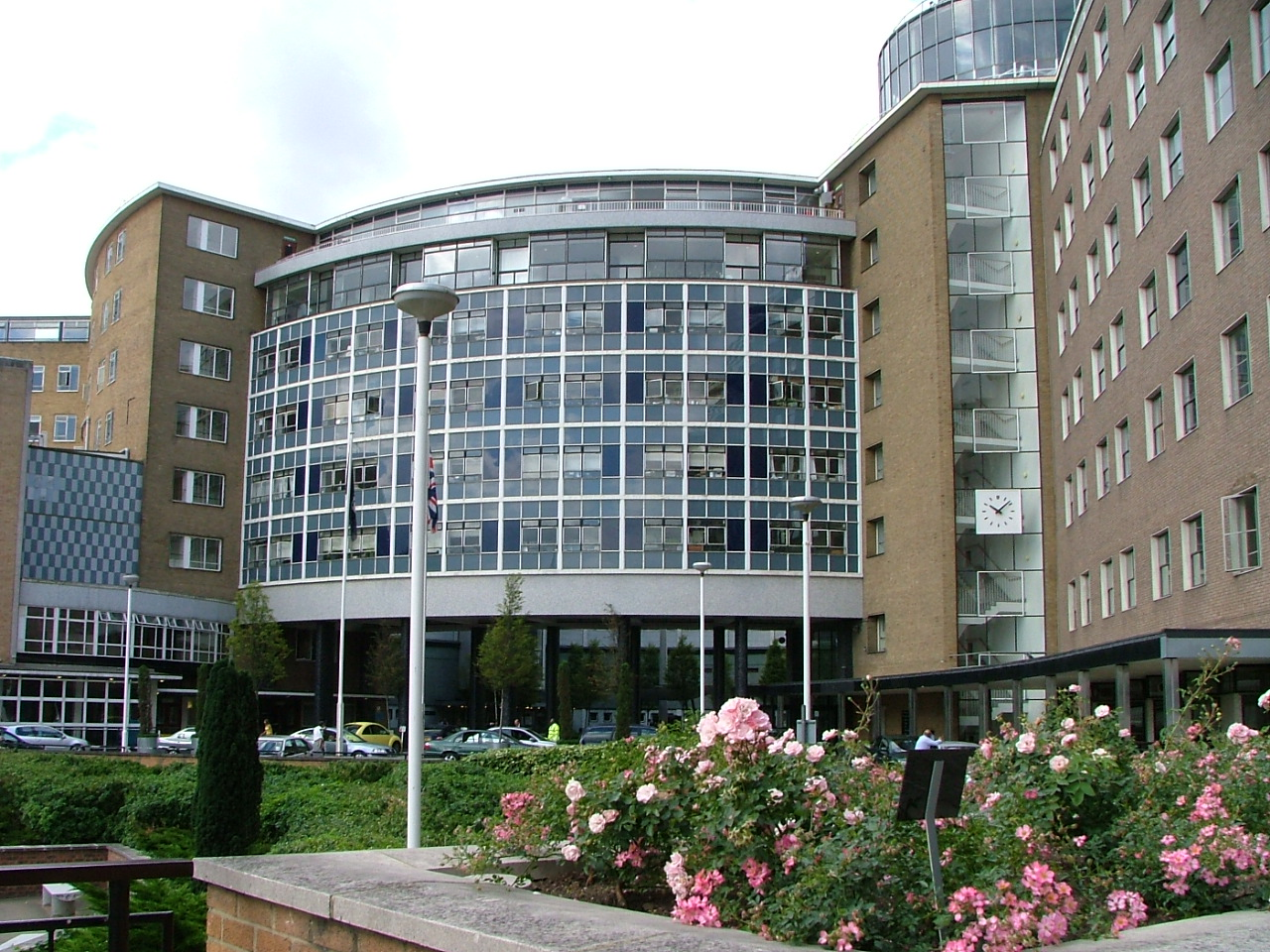
Centrum Telewizyjne BBC w Londynie

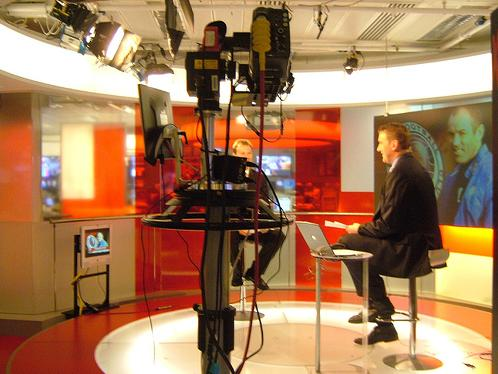
Studio BBC News (2007)

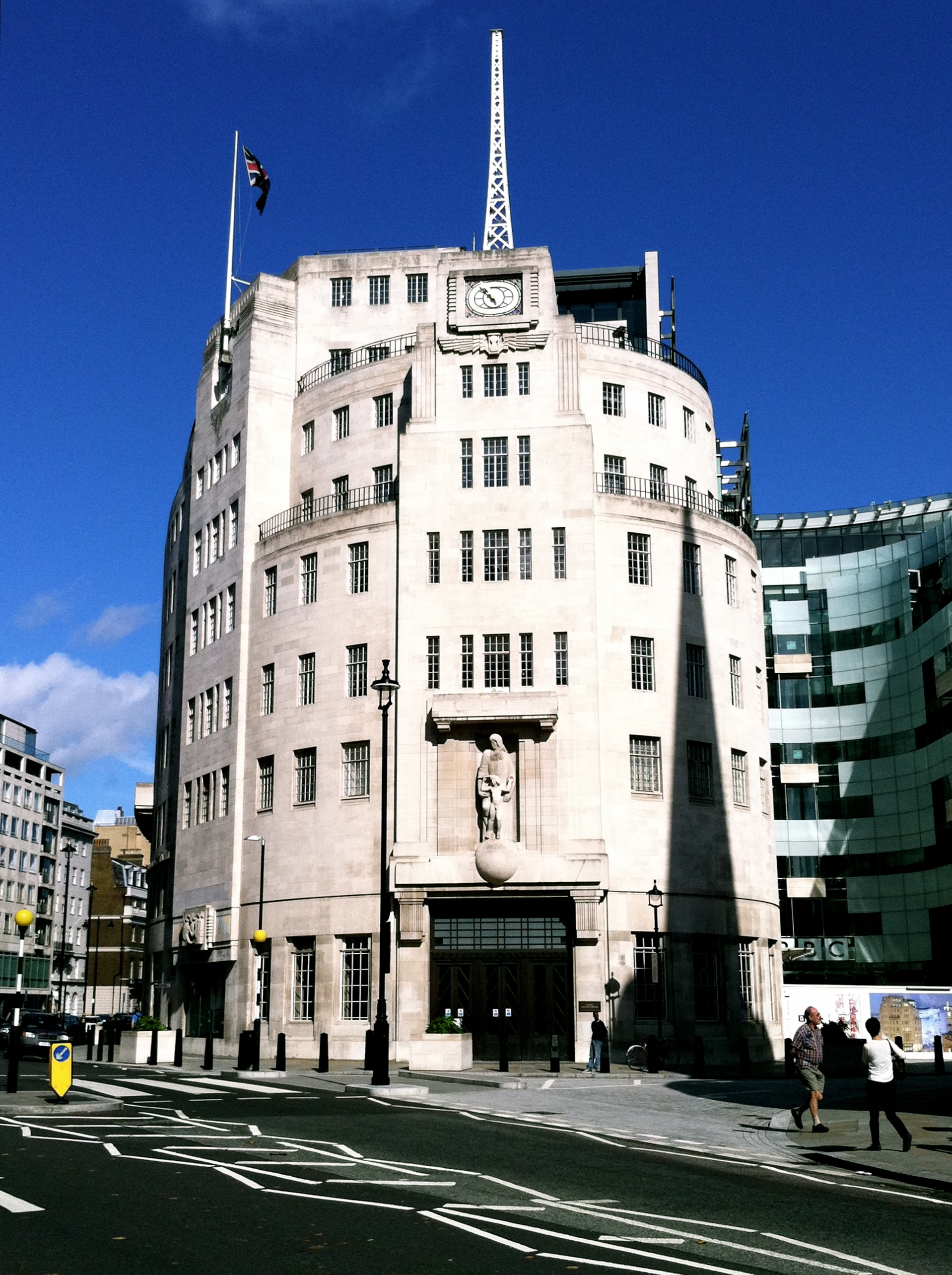
Broadcasting House w Londynie, główny ośrodek BBC

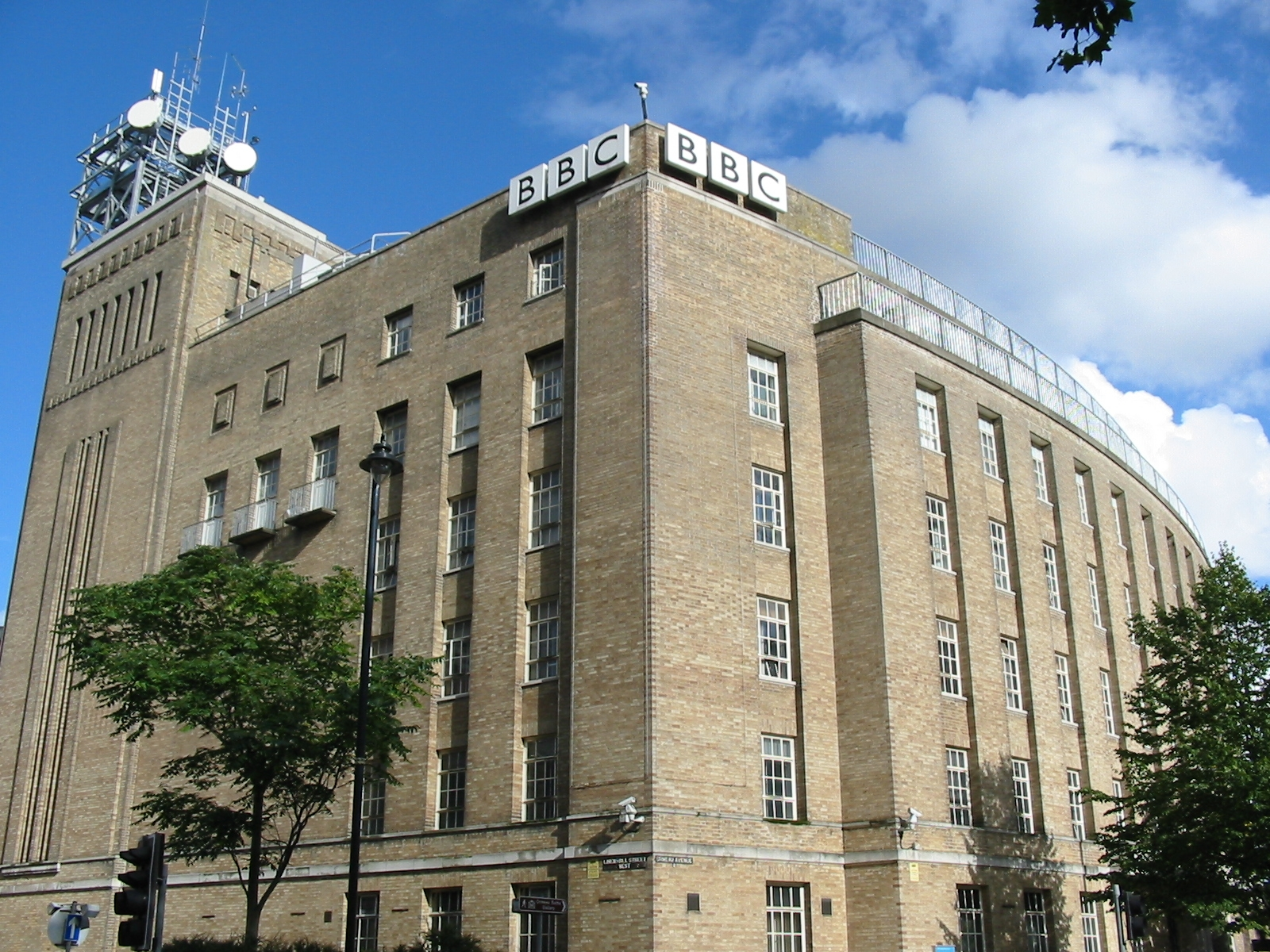
Siedziba północnoirlandzkiego oddziału BBC w Belfaście

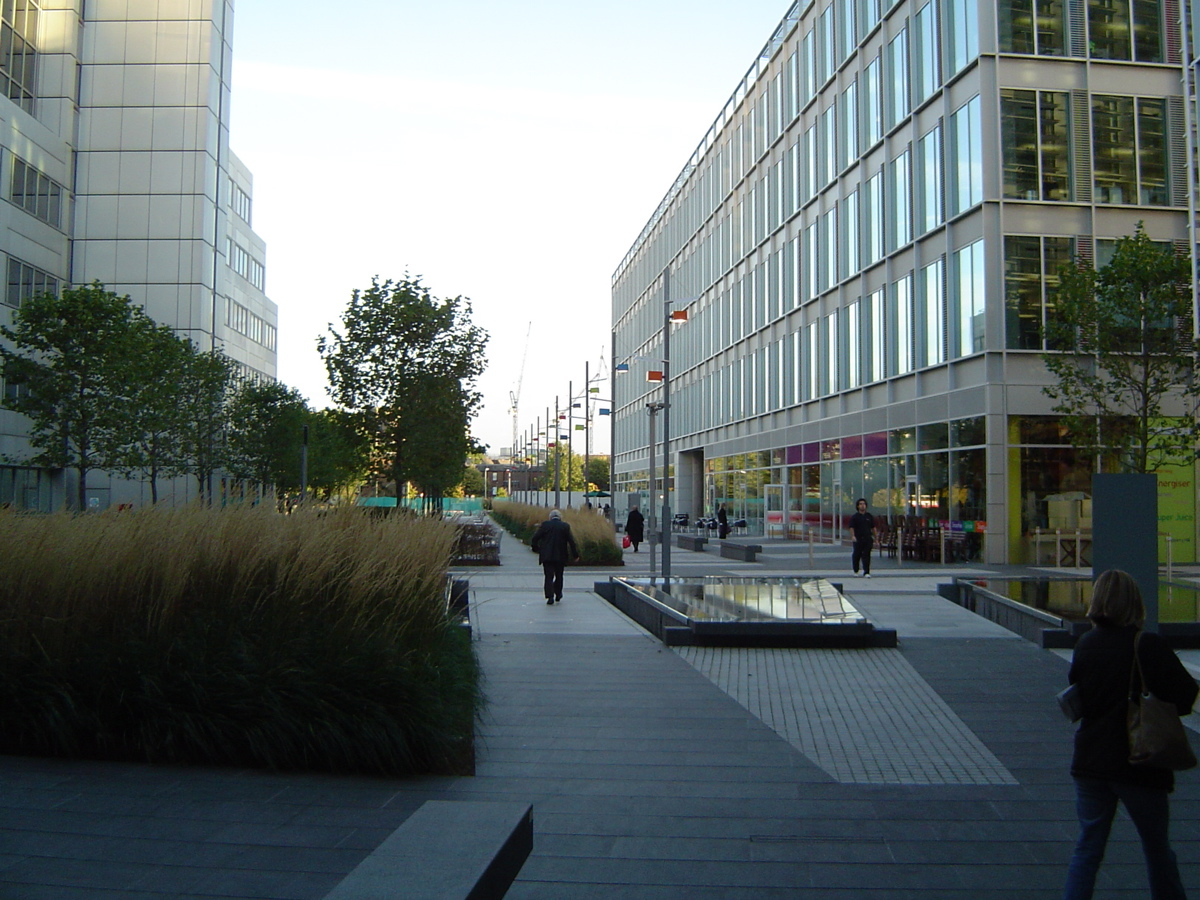
BBC New Media Village w Londynie

British Broadcasting Corporation, w skrócie BBC (w latach 1922–1927 British Broadcasting Company Ltd. (BBC), a od 1 stycznia 1927 – British Broadcasting Corporation, Brytyjska Korporacja Radiofoniczna ) – główny brytyjski publiczny nadawca radiowo-telewizyjny, największa tego rodzaju instytucja na świecie.
Korporacja utrzymuje się z produkcji programów, abonamentu telewizyjnego (BBC nie pobiera abonamentu za słuchanie radia, a jedynie za oglądanie jednego z ośmiu kanałów telewizyjnych) i zysków należących do niej przedsiębiorstw. W Wielkiej Brytanii nie emituje reklam ani płatnych ogłoszeń firm czy instytucji. Jej część, BBC Worldwide (tworząca głównie płatne kanały telewizyjne na rynki zagraniczne) działa na zasadach komercyjnych.

## Historia

### British Broadcasting Corporation Ltd.
Pierwsza publiczna transmisja na żywo w Wielkiej Brytanii została przeprowadzona w fabryce Wireless Telegraph Company w Chelmsford w czerwcu 1920 roku. Była sponsorowana przez Alfreda Harmswortha z „Daily Mail” i przedstawiała australijską sopranistkę Nellie Melbę. Audycja Melby pobudziła wyobraźnię ludzi i była punktem zwrotnym w stosunku brytyjskiej publiczności do radia. Jednak ten publiczny entuzjazm nie był podzielany w oficjalnych kręgach, w których takie transmisje postrzegane były jako mające na celu zakłócanie ważnych wojskowych i cywilnych komunikatów. Pod koniec 1920 roku presja z tych kręgów i niepokój wśród pracowników organu wydającego koncesje, General Post Office (GPO), były wystarczające, aby doprowadzić do zakazu dalszych transmisji z Chelmsford.
Do 1922 roku GPO otrzymało prawie 100 wniosków o zezwolenie na nadawanie i przystąpiło do uchylenia zakazu w wyniku petycji złożonej przez 63 stowarzyszenia. Pragnąc uniknąć chaotycznej ekspansji, jaka miała miejsce w Stanach Zjednoczonych, GPO zaproponowało wydanie jednej licencji na nadawanie spółce będącej własnością konsorcjum wiodących producentów odbiorników bezprzewodowych, znanej jako British Broadcasting Company Ltd. John Reith został mianowany jej dyrektorem generalnym w grudniu 1922 roku, kilka tygodni po tym, jak firma przeprowadziła pierwszą oficjalną transmisję.
Spółka została zawiązana 18 października 1922 roku z inicjatywy sześciu firm zajmujących się produkcją sprzętu radiowego, które chciały prowadzić eksperymentalne nadawanie. Licencję na nadawanie programu radiowego BBC otrzymała 1 listopada 1922 roku, a pierwszy program radiowy wyemitowany został 14 listopada 1922 roku. Był to biuletyn informacyjny, czytany przez Arthura Burrowsa.

### British Broadcasting Corporation
W 1925 roku prywatna spółka British Broadcasting Corporation Ltd. została zlikwidowana, a w jej miejsce w 1927 roku powstało państwowe przedsiębiorstwo British Broadcasting Corporation .
Pierwsze, eksperymentalne programy telewizyjne, z wykorzystaniem technologii opracowanej przez Johna Logie Bairda, nadane zostały 22 sierpnia 1932 roku. W trakcie testów emisyjnych BBC zdecydowało się ostatecznie na wykorzystywanie konkurencyjnej technologii, opracowanej przez firmę Guglielmo Marconiego. Początek oficjalnego nadawania przez BBC Television Service miał miejsce 2 listopada 1936 roku.
Brytyjska publiczność radiowa miała niewielki wybór poza przeznaczonymi dla wąskiej grupy odbiorców programami BBC. Celem Johna Reitha, jako dyrektora wykonawczego w jego opinii było nadawanie „wszystkiego, co najlepsze w każdym dziale ludzkiej wiedzy, wysiłków i osiągnięć” przy jednoczesnym „zachowaniu wysokiego tonu moralnego”, co „ma oczywiście ogromne znaczenie”. Reithowi udało się zbudować antypatię w stosunku do luźniej prowadzonego radia w USA, którego celem było przyciągnięcie jak największej widowni, a tym samym zapewnienie jak największych przychodów z reklam. W BBC nie było płatnych reklam; cały dochód pochodził z podatku od zestawów odbiorczych, jednak dobrze wykształconej publiczności bardzo się to podobało. W czasie, gdy stacje amerykańskie, australijskie i kanadyjskie przyciągały rzesze widzów kibicujących swoim lokalnym drużynom poprzez transmisję z baseballu, rugby i hokeja, BBC kładło nacisk na publikowanie treści skierowanej do całego kraju, a nie dla poszczególnych regionów. Wyścigi łodzi były często transmitowane, podobnie jak tenis i wyścigi konne, ale BBC niechętnie spędzała ograniczony czas antenowy na długich meczach piłki nożnej lub krykieta, niezależnie od ich popularności .

### XXI wiek
Netflix zarzucił BBC, że korzysta ze wsparcia brytyjskich podatników i wciąż nie jest przygotowana do zmieniających się sposobów konsumowania treści wideo oraz wydaje pieniądze, którymi platformy VOD nie dysponują. Szef BBC w odpowiedzi poinformował, że jedna produkcja firmy zdobyła większą oglądalność, niż „The Crown” Netflixa.
W 2021 roku BBC otrzymało rekordowo dużą liczbę skarg od widzów (ponad 100 tysięcy) ponieważ po śmierci Filipa, księcia Edynburga stacje BBC One, BBC Two, a także BBC Radio 4 i BBC Radio 5 ciągle emitowały materiały o zmarłym. Jednym z anulowanych programów był finał MasterChefa.

## BBC w Wielkiej Brytanii

### Telewizja
BBC obsługuje kilka kanałów telewizyjnych w kraju i za granicą. BBC One i BBC Two to główne kanały telewizyjne. Inne obejmują kanał dla młodzieży BBC Three, kanał kulturalny i dokumentalny BBC Four, kanały informacyjne BBC News i BBC World News, kanał parlamentarny BBC Parliament oraz dwa kanały dla dzieci: CBBC i CBeebies. Telewizja cyfrowa jest szeroko dostępna w Wielkiej Brytanii, a transmisja analogowa została całkowicie wycofana w grudniu 2012 roku.
Niektóre zlikwidowane stacje:
- BBC Choice – zastąpiona przez BBC Three[19] (pierwsza odsłona)
- BBC Knowledge (odsłona brytyjska)– zastąpiona przez BBC Four
- BBC Three (pierwsza odsłona) – kanał zamieniony w serwis internetowy z powodu cięcia kosztów[20]
- BBC HD – kanał HD[21]

### Radio

#### Ogólnokrajowe
Dział radiowy BBC dla słuchaczy z Wielkiej Brytanii tworzy dziewięć rozgłośni radiowych i serwis tymczasowy. W Zjednoczonym Królestwie wszystkie ogólnokrajowe stacje radiowe BBC emitowane są w pokrywającym zdecydowaną większość obszaru kraju multipleksie radia cyfrowego DAB podobnym do systemu wykorzystywanego przez Polskie Radio, jednak bez uczestnictwa stacji lokalnych (obecnych czasem na multipleksach lokalnych). Poza tym stacje dostępne są w naziemnej telewizji cyfrowej, przez satelitę oraz nadawanie analogowe na falach długich, średnich i ultrakrótkich. Stacje BBC słuchane są także za granicą Zjednoczonego Królestwa – za pomocą Internetu, w tym specjalnie dedykowanej aplikacji BBC iPlayer Radio na urządzenia mobilne. Aktualnie (2021) działające stacje:
| Stacja                        | Opis                                                                                          | UKF | LW  | MW          | DAB | SAT | DVB-T | Słuchalność (2017, w mln) |
| ----------------------------- | --------------------------------------------------------------------------------------------- | --- | --- | ----------- | --- | --- | ----- | ------------------------- |
| BBC Radio 1                   | Rozgłośnia dla osób w wieku 15–29 lat, emitująca muzykę nową, głównie pop.                    | Tak | Nie | Nie         | Tak | Tak | Tak   | 9,586                     |
| BBC 1Xtra                     | Rozgłośnia dla osób młodych (15-24).                                                          | Nie | Nie | Nie         | Tak | Tak | Tak   | 1,031                     |
| BBC Radio 2                   | Stacja dla dojrzałych odbiorców w wieku 35+, obejmująca wiele gatunków muzycznych.            | Tak | Nie | Nie         | Tak | Tak | Tak   | 14,884                    |
| BBC Radio 3                   | Program emitujący muzykę klasyczną i zajmujący się sztuką.                                    | Tak | Nie | Nie         | Tak | Tak | Tak   | 2,062                     |
| BBC Radio 4                   | Stacja mówiona, zawierająca między innymi słuchowiska.                                        | Tak | Tak | Regionalnie | Tak | Tak | Tak   | 11,551                    |
| BBC Radio 4 Extra             | Rozgłośnia emitująca archiwalne materiały BBC, głównie słuchowiska.                           | Nie | Nie | Nie         | Tak | Tak | Tak   | 2,093                     |
| BBC Radio 5 Live              | Stacja informacyjna, zajmująca się też transmisją zawodów sportowych.                         | Tak | Nie | Tak         | Tak | Tak | Tak   | 5,631                     |
| BBC Radio 5 Live Sports Extra | Stacja emitująca transmisje z rozgrywek sportowych, które nie zmieściły się w głównej stacji. | Nie | Nie | Nie         | Tak | Tak | Tak   | 1,246                     |
| BBC Radio 6 Music             | Rozgłośnia emituje muzykę alternatywną.                                                       | Nie | Nie | Nie         | Tak | Tak | Tak   | 2,235                     |
| BBC Asian Network             | Emituje program dla mniejszości etnicznych, częściowo w językach innych niż angielski.        | Nie | Nie | Regionalnie | Tak | Tak | Tak   | 0,646                     |
| BBC World Service             | Program informacyjny w języku angielskim, skierowany głównie na zagranicę.                    | Tak | Tak | Regionalnie | Tak | Tak | Tak   | 1,593                     |

#### Stacje regionalne
Dla Anglii produkowanych jest 12 stacji regionalnych, pokrywających różne części tego kraju. Stacje regionalne BBC dzielą się na te skierowane do różnych regionów poza Anglią. Główne stacje regionalne to:
- BBC Radio Scotland – program dla Szkocji i jego odnogi, zastępujące swoimi materiałami część sygnału:

1. BBC Radio nan Gàidheal – program po gaelicku
2. BBC Radio Shetland – program dla Szetlandów
3. BBC Radio Orkney – program dla Orkadów

- BBC Radio Wales – program dla Walii
- BBC Radio Cymru – program po walijsku
- BBC Radio Ulster – program dla Irlandii Północnej i jego rozszczepienie:

1. BBC Radio Foyle – program dla północno-zachodniej części Irlandii Północnej

## BBC na świecie
Większość zagranicznej działalności BBC wyłączona została do osobnej spółki, BBC Worldwide, która w przeciwieństwie do zasadniczej części korporacji, działa na zasadach czysto komercyjnych.

## Logo
Logo korporacji zmieniło się kilkukrotnie. Modyfikacji uległy wielkość, kolor czy czcionka liter BBC, a także tło wokół nich.

1958-1963
1963-1971
1971-1988
1988-1997
1997-2021
od 2021

## Komputery
BBC już na początku lat 80. opracowała projekt „BBC Computer Literacy Project”. Na ich zlecenie firma Acorn wyprodukowała komputer BBC Micro, który miał skomputeryzować Wielką Brytanię. Był to projekt edukacyjny, wykorzystywany analogicznie jak Elwro 800 Junior. Chociaż przeznaczenie tego komputera było głównie edukacyjne, a gry były dodatkiem do oprogramowania (nie był zgodny z ZX Spectrum jak Elwro 800 Junior, ani z żadnym innym popularnym komputerem jak Atari). Procesor wykorzystywany to zbliżony do stosowanego w Atari 6502. Mimo tego i ówczesnej pozycji na rynku BBC (dominujący nadawca telewizyjny w Wielkiej Brytanii) komputer przegrał z racji wysokiej ceny (chociaż w przeciwieństwie do produkowanego w Polsce, był łatwo dostępny w sklepach) oraz mniejszej liczby gier komputerowych. Komputerem, który skomputeryzował Wielką Brytanię, jest Spectrum. Osiągnięcia dokonane na tym komputerze są w użyciu do dziś – m.in. opracowano na nich architekturę ARM, czyli podstawę procesorów stosowanych we współczesnych smartfonach (2019).
BBC nadal jest zaangażowane w rozwój umiejętności programistycznych społeczeństwa. Współczesny BBC micro:bit to niewielkich rozmiarów komputer oparty na ARM (część projektu BBC „Make it Digital initiative”), który można łatwo programować, ma wbudowane czujnik ruchu, kompas i Bluetooth.